# Scarpizzolo
Scarpizzolo è una frazione del comune di San Paolo, in provincia di Brescia.
La frazione si trova a nord-est dell'abitato principale. È stato un comune autonomo fino al 17 novembre 1927, quando fu aggregato al comune di Pedergnaga originando l'attuale ente municipale.

## Storia
Dopo l'anno Mille appartenne al feudo (beneficio vescovile) della famiglia Martinengo. Nel Trecento, il canonico Ottonello Martinengo donò alcuni beni fondiari nei pressi di Scarpizzolo alla collegiata dei Santi Nazaro e Celso a Brescia.
L'estimo visconteo del 1385 testimonia l'esistenza di un comune, il quale era posto all'interno della quadra di Quinzano.
Nel 1410 risulta istituita la parrocchia, distaccatasi dalla pieve di Oriano. Durante il Quattrocento avvenne il passaggio del territorio bresciano alla Repubblica di Venezia e Scarpizzolo fu mantenuto all'interno della quadra quinzanese.
Nella seconda metà del Quattrocento, il castello risulta appartenente ai Maggi, discendenti del vescovo Berardo. Nel secolo seguente, il fortilizio passò in dote ai Martinengo Colleoni. Secondo il Catastico bresciano di Giovanni Da Lezze (1610), esso fu poi sostituito da un grosso palazzo con muraglie circondato da una fossa e rimase di proprietà dei Martinengo.
Alle vicende dell'occupazione francese del territorio bresciano (maggio 1796), con la successiva istituzione della Repubblica Bresciana (marzo 1797) e l'incorporamento di questa nel dipartimento del Mella della Repubblica Cisalpina (novembre 1797) seguirono diverse modifiche amministrative. Scarpizzolo entrò inizialmente a far parte del "cantone delle Pianure" della Repubblica bresciana. Nel maggio dell'anno seguente fu inserito nel "distretto dello Strone" del dipartimento del Mella e quindi, ad ottobre, fu assegnato al distretto delle Pianure".
Dopo l'occupazione austro-russa fu riorganizzata la struttura della Cisalpina: nel maggio 1801 il comune fu assegnato al distretto di Verola Alghisi. L'impostazione fu mantenuta quando la Cisalpina fu tramutata in Repubblica Italiana (1802), mentre con la successiva trasformazione di quest'ultima nel napoleonico Regno d'Italia (giugno 1805), Scarpizzolo fu inserito nel "cantone IV di Orzinuovi" del "distretto II di Chiari". Il 1º gennaio 1810 il comune fu accorpato all'interno della municipalità di "Oriano con Pedergnaga e Trignano".
Dopo il congresso di Vienna e il passaggio dei territori del bresciano al Regno Lombardo-Veneto (1815), Scarpizzolo riottenne l'autonomia municipale e fu assegnato nel 1816 al "distretto XII" (dal 1853, XIV) "di Orzinuovi", appartenente alla provincia di Brescia.
A seguito delle vicende della seconda guerra d'indipendenza italiana, Scarpizzolo entrò a far parte del Regno di Sardegna (dal 1861 Regno d'Italia). Il decreto Rattazzi lo inserì all'interno del mandamento III di Orzinuovi" appartenente al circondario II di Chiari della nuova provincia di Brescia. Ad esso fu assegnata la frazione di Trignano, originariamente appartenuta al comune di Pedergnaga.
Il comune fu soppresso nel 1927 e il territorio fu assegnato a quello di Pedergnaga, il quale l'anno seguente cambiò nome in "Pedergnaga Oriano" (dal 1964, San Paolo).